# Cistus heterophyllus
Cistus heterophyllus là một loài thực vật có hoa trong họ Nham mân khôi. Loài này được Desf. mô tả khoa học đầu tiên năm 1798.

## Hình ảnh

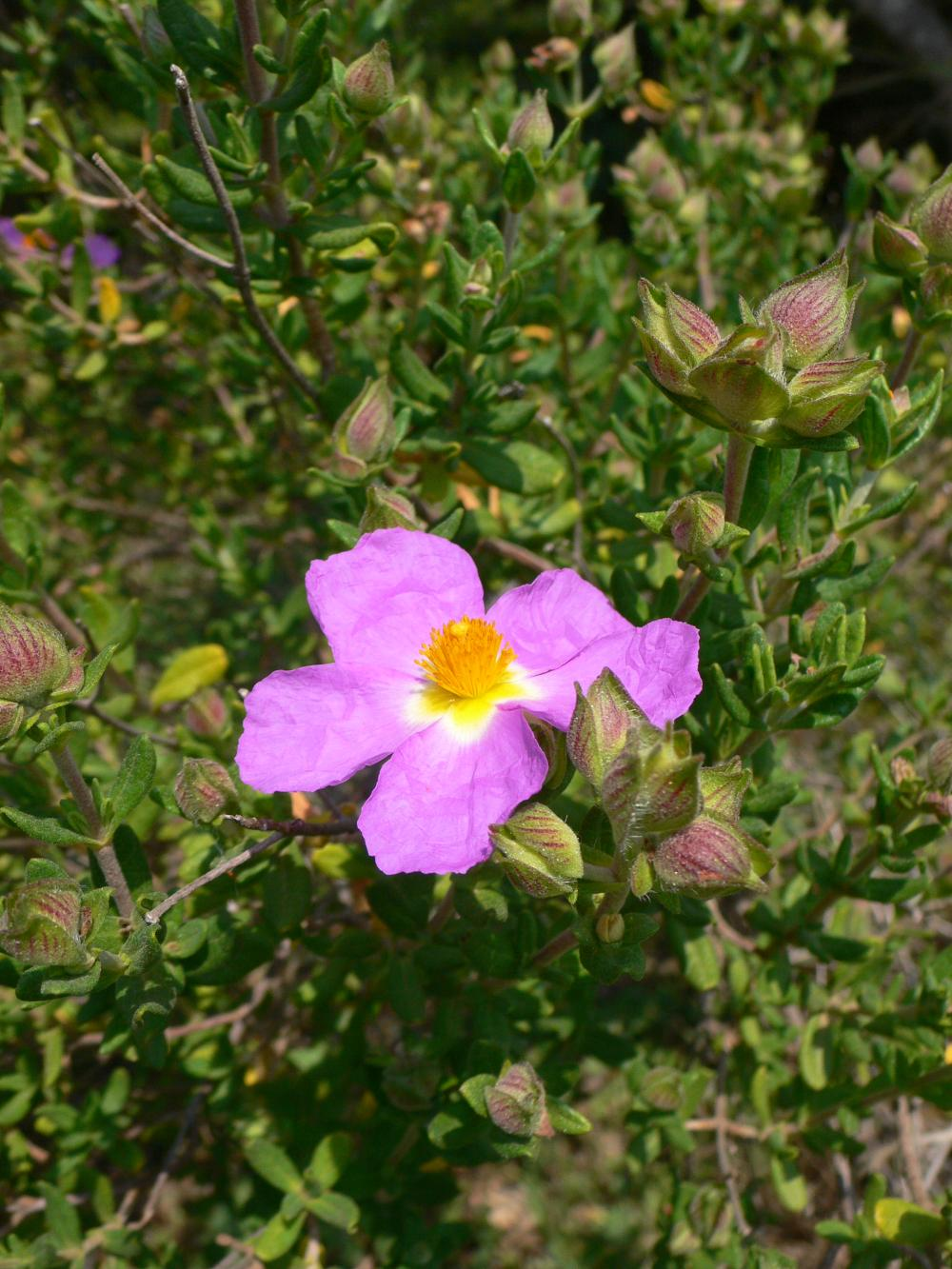
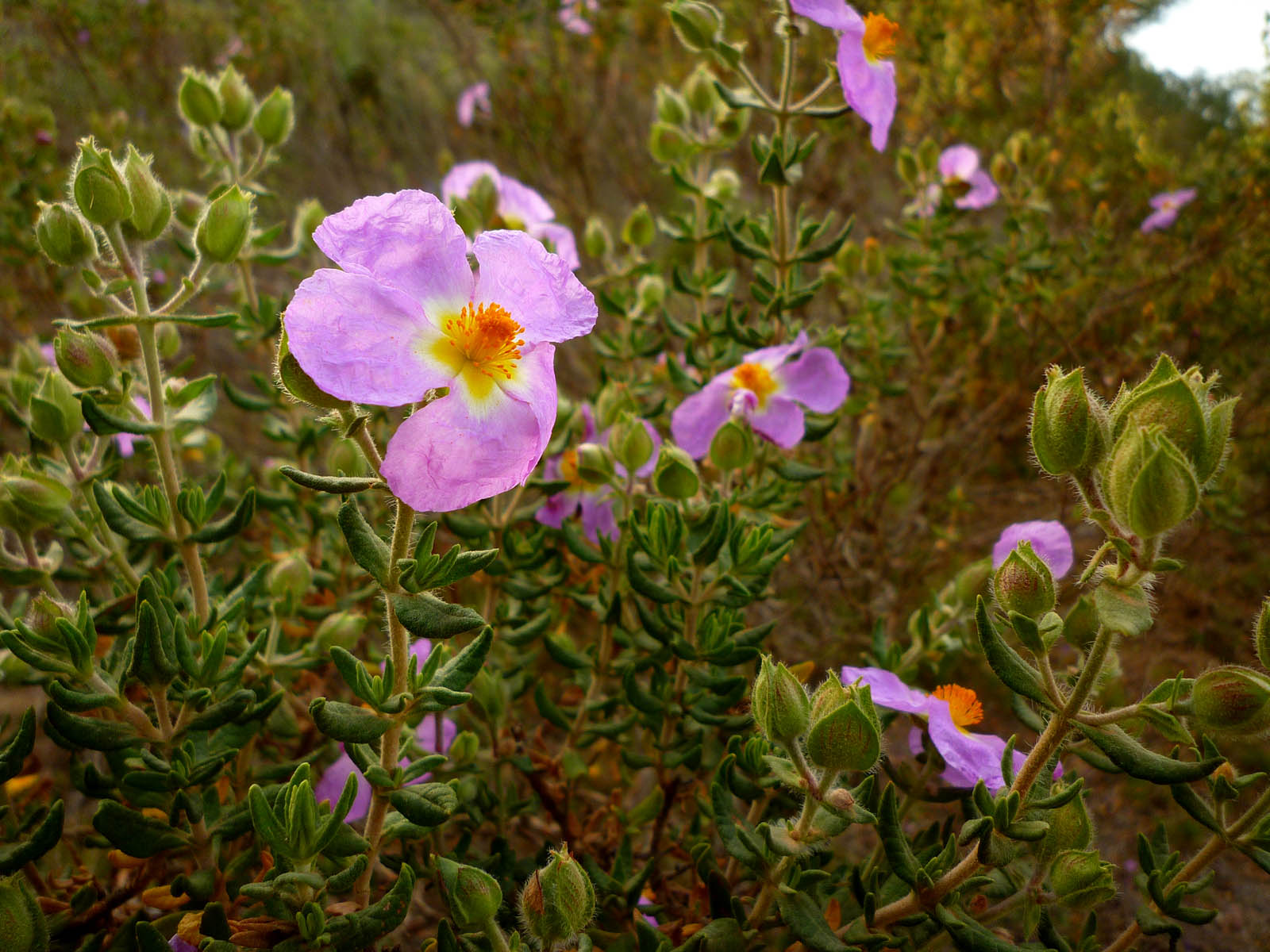
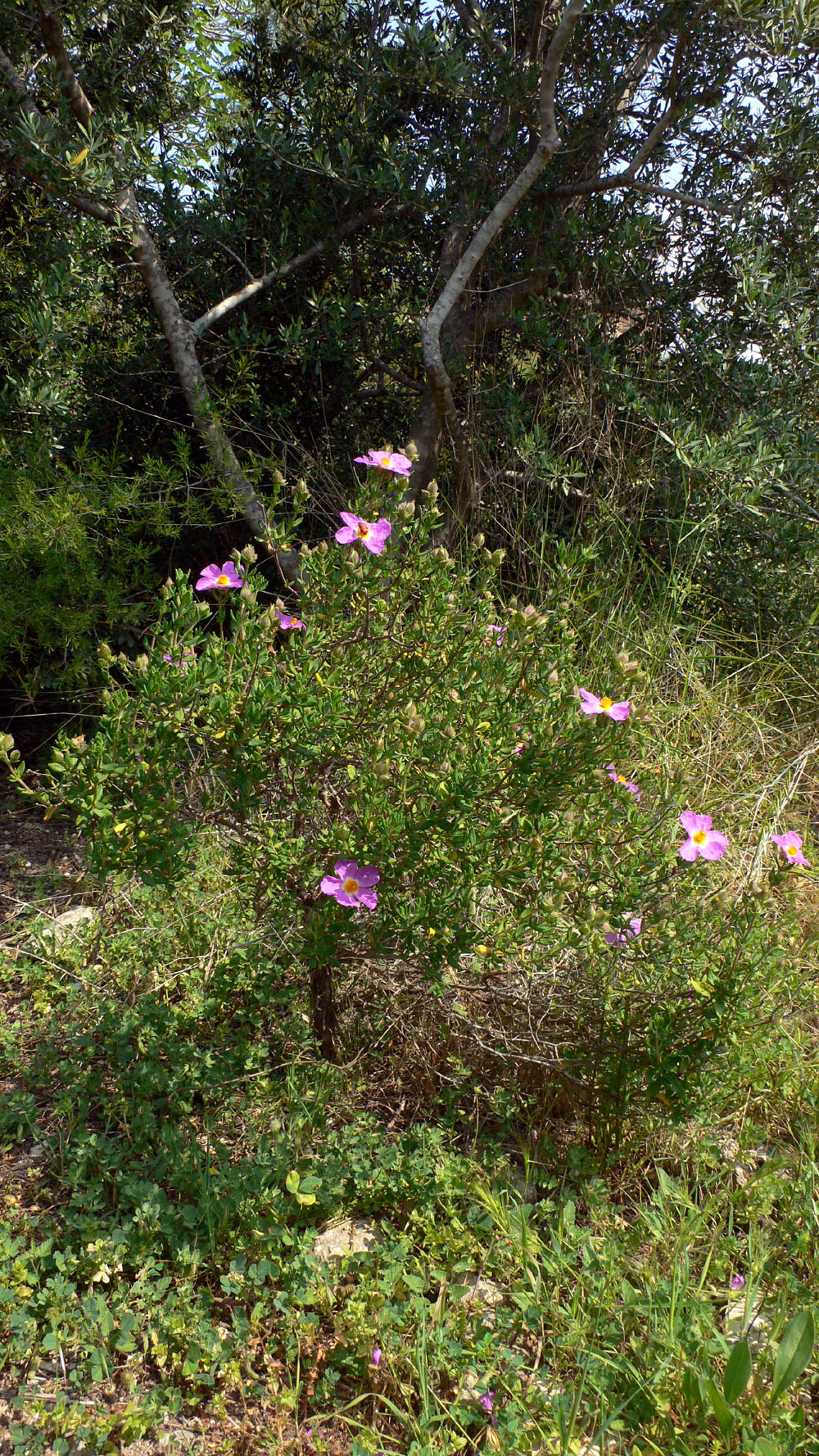